# 梅ヶ丘駅

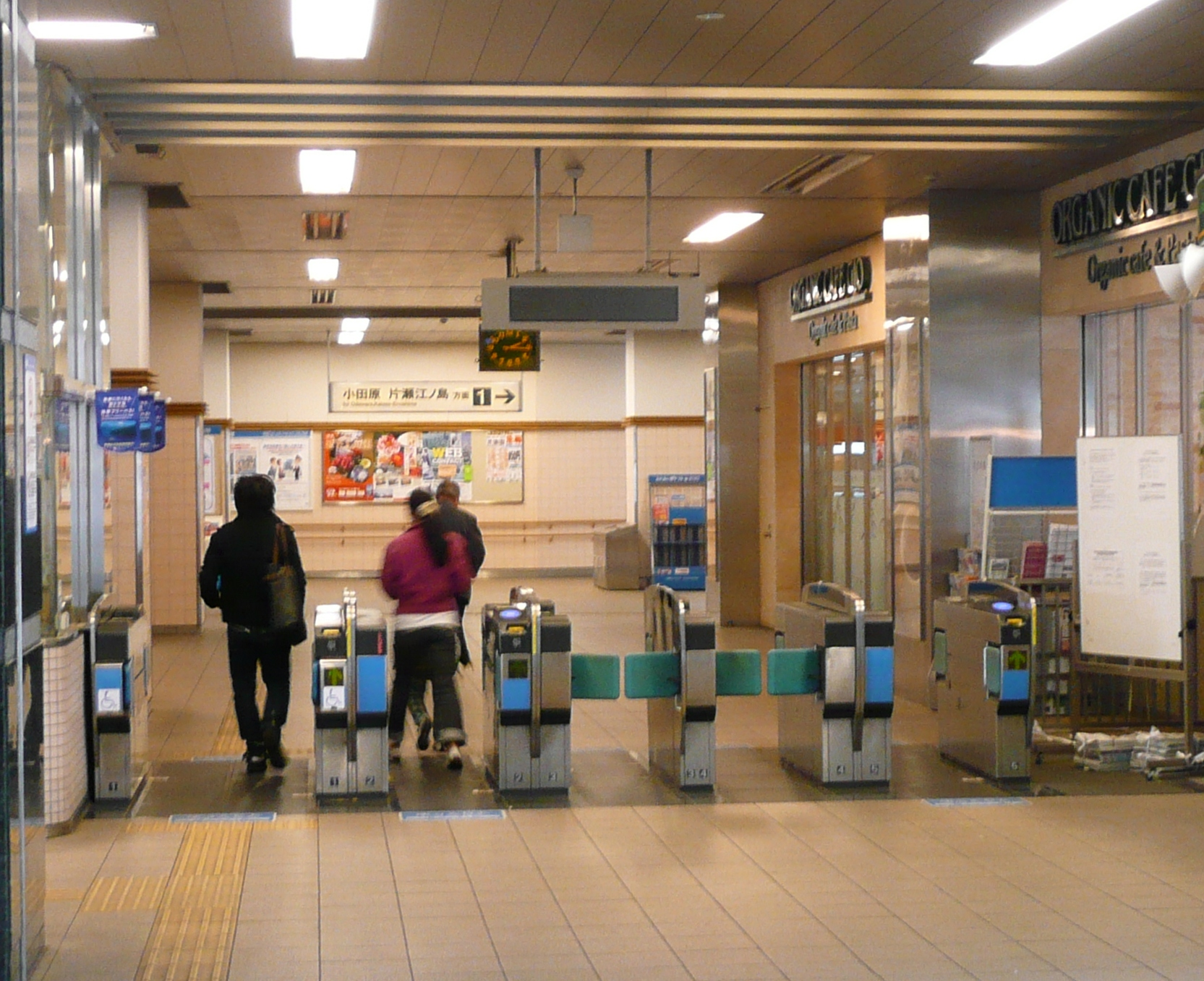
改札口（2011年）

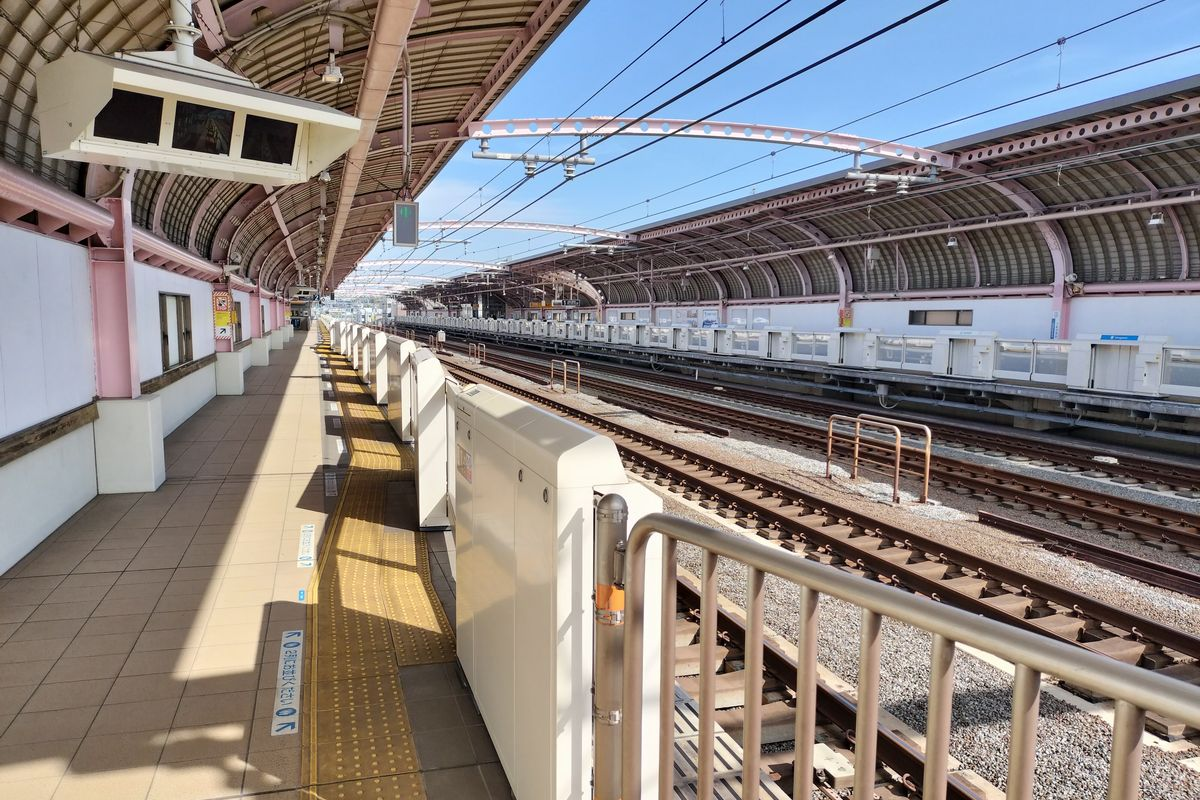
2番ホーム（2023年）

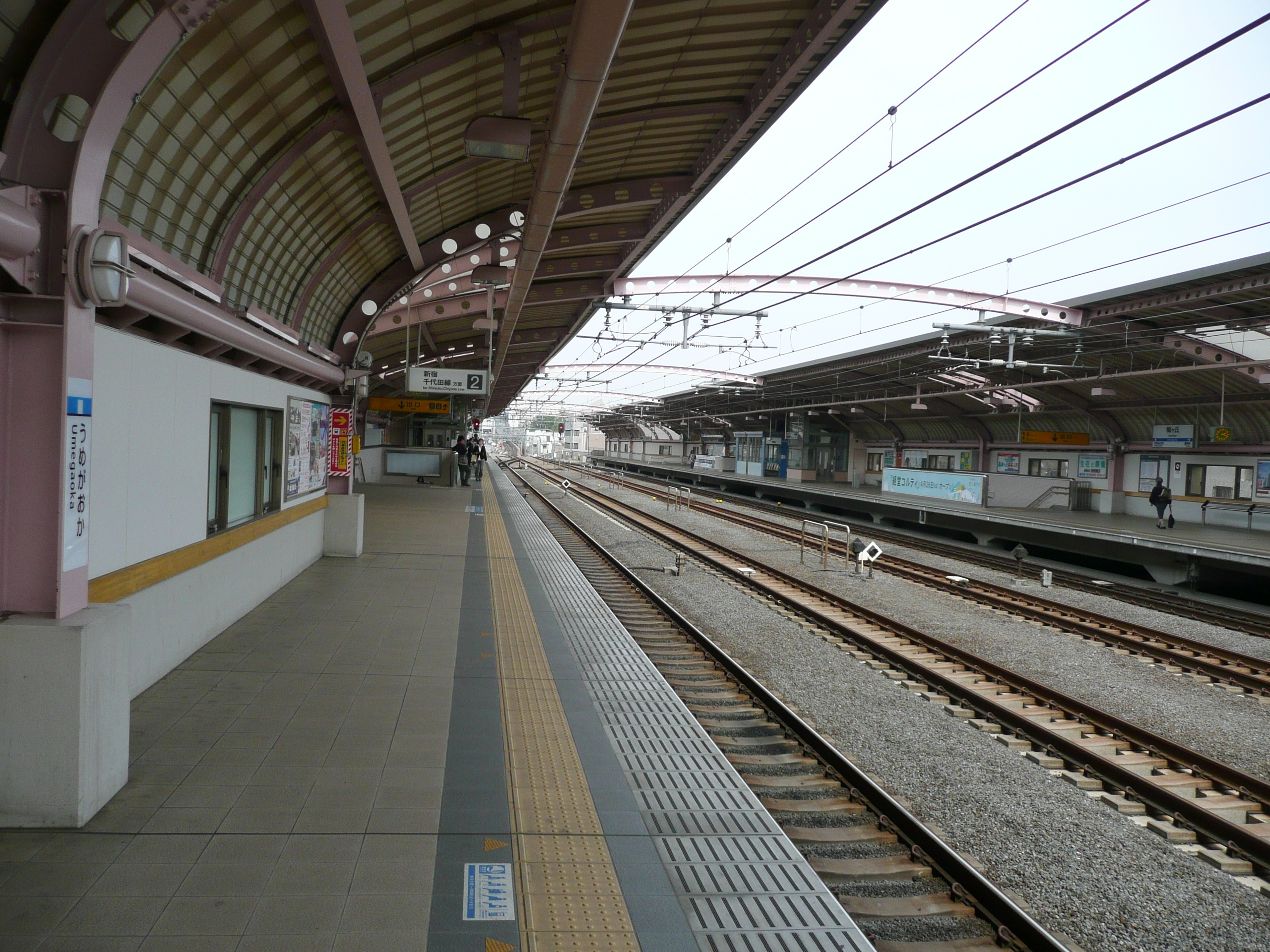
2番ホーム（2011年）

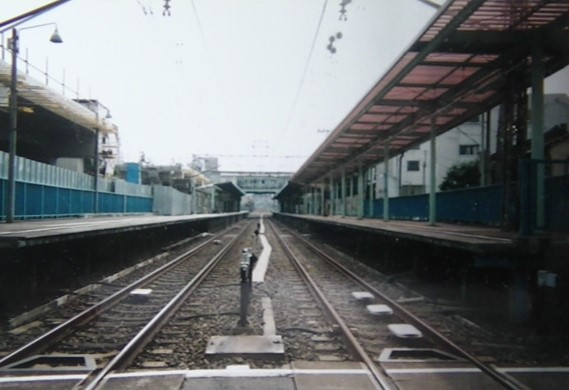
地上駅時代のホーム（高架化工事中時）

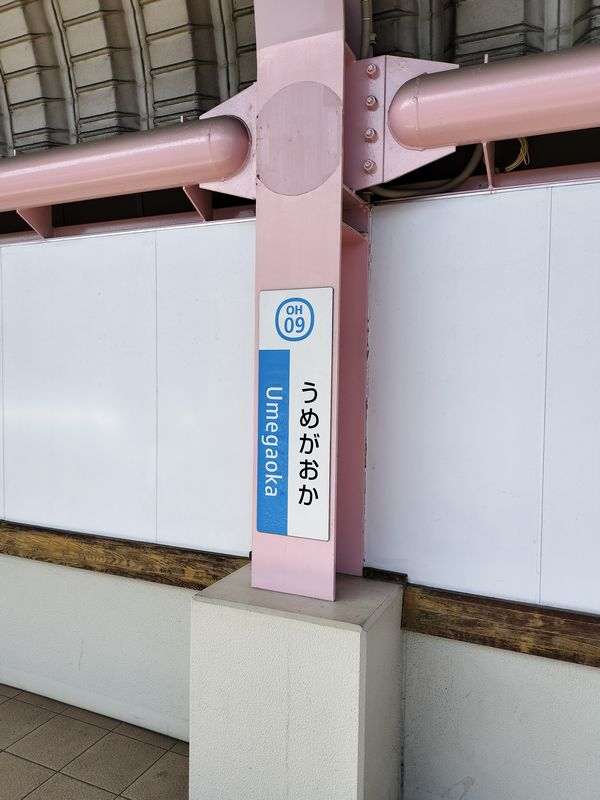
明るい赤紫色がシンボルカラー

梅ヶ丘駅（うめがおかえき）は、東京都世田谷区梅丘一丁目にある、小田急電鉄小田原線の駅である。駅番号はOH 09。

## 歴史
駅名の由来については、梅丘を参照。高架化については小田急小田原線を参照。

### 年表
- 1934年（昭和9年）4月1日：開設[1]。
  - 東京山手急行電鉄（未成線）との将来の「接続駅」として設けられた。乗換通路を上下共用とするため[2]、島式ホーム1面という構造であった[2]。
- 1962年（昭和37年）：相対式ホーム化[2]。
- 1994年（平成6年）6月12日：高架化・複々線化工事着工[3]。
- 1998年（平成10年）4月16日：高架複々線化事業に伴う駅舎外観デザイン決定[4]。
- 2002年（平成14年）
  - 3月10日：下り線高架化[5]。
  - 12月15日：上り線高架化（仮設ホームで営業）[5]。
- 2003年（平成15年）6月20日：上り線ホームを本設ホームへ移設[6]。
- 2004年（平成16年）
  - 10月3日：上り急行線使用開始[6]。
  - 11月21日：下り急行線使用開始[6][7]。
  - 12月11日：区間準急新設、停車駅となる[8][7]。
- 2014年（平成26年）1月：OH 09の駅ナンバリング導入、使用開始[9]。
- 2016年（平成28年）3月26日：区間準急廃止、再度各停のみ停車となる[10]。
- 2018年（平成30年）3月17日：ホーム有効長が10両対応となり、東京メトロ千代田線直通列車（全区間各停）の停車駅となる[11]。
- 2019年（令和元年）12月15日：ホームドアの使用を開始[12]。

## 駅構造
相対式ホーム2面4線を有する高架駅。2018年（平成30年）3月3日以降は、代々木上原駅 - 登戸駅構内までが複々線化されている。
同日には代々木上原駅 - 東北沢駅間が改めて複々線化され、東北沢駅 - 当駅間も複々線化された。当駅のホーム自体は当駅 - 喜多見駅間の複々線化完成時から10両編成対応で完成しているが、同年3月2日までは世田谷代田駅寄りの2両分強が、急行線と緩行線が分岐・合流する分岐器や信号機（2両分ホーム上に仮設置）と重なっていたため、使用されていなかった。そのため、豪徳寺駅寄りに幅の狭い仮設ホームを設置し、仮設ホームを含めた実質的なホーム有効長としては8両分対応となっていた。同年3月3日以降 - 3月17日ダイヤ改正までには分岐器・仮設ホームは撤去された。
2018年（平成30年）3月2日までは複々線区間東端であったたため、上り各停が優等列車に追い抜かれるための時間調整をする場合があったが、翌3月3日に代々木上原まで複々線が延長となり、時間調整駅は東北沢駅に変更となった。それまで上り線は当駅 - 終点新宿駅まで待避設備がなかったため、当駅を発車した上り電車は新宿駅まで必ず先着していた。

### のりば
| ホーム | 路線      | 方向 | 軌道   | 行先                   |
| ------ | --------- | ---- | ------ | ---------------------- |
| 1      | 小田原線  | 下り | 緩行線 | 小田原・片瀬江ノ島方面 |
| 通過線 | □小田原線 | 下り | 急行線 | （下り列車通過）       |
| 通過線 | □小田原線 | 上り | 急行線 | （上り列車通過）       |
| 2      | 小田原線  | 上り | 緩行線 | 新宿・ 千代田線方面    |

下り東北沢駅 - 登戸駅間、上りの向ヶ丘遊園駅 - 東北沢駅間急行線・緩行線は原則として以下の通りに使い分けられている。
〔急行線〕
□特急ロマンスカー・■快速急行・□通勤急行・■急行が使用する。成城学園前駅 - 経堂駅間のみ□通勤準急も使用する。
〔緩行線〕
■準急・■各駅停車が使用する。□通勤準急も上記以外の区間で使用する。
但し、千代田線直通上り■急行は、経堂駅以東で緩行線を使用する。

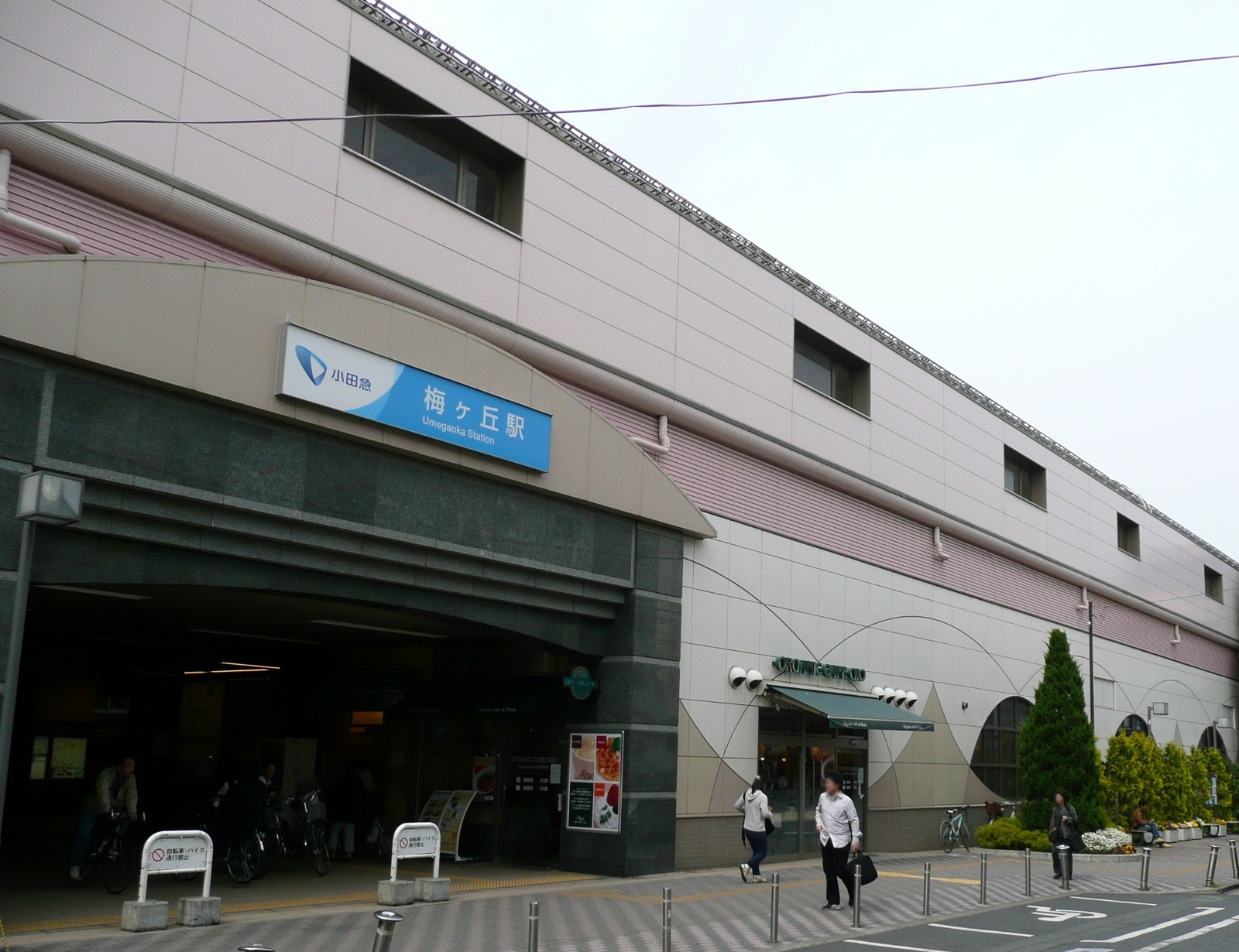
南口（2018年4月）

2013年度の鉄道事業設備投資計画において行先案内表示器の設置が企図され、2014年1月頃に設置された。駅自動放送については主要駅と同様のもの（列車種別・行先・編成両数などの詳細案内あり）が使用されている。

## 利用状況
2024年度の1日平均乗降人員は32,280人であり、小田急線全70駅中32位。
小田急線における各駅停車しか停車しない駅の中で最も乗降人員の多い駅である。
近年の1日平均乗降・乗車人員推移は下表の通り。
| 年度               | 1日平均 乗降人員 | 1日平均 乗車人員 | 出典     |
| ------------------ | ---------------- | ---------------- | -------- |
| 1956年（昭和31年） |                  | 4,621            | [ * 1 ]  |
| 1957年（昭和32年） |                  | 4,318            | [ * 2 ]  |
| 1958年（昭和33年） |                  | 4,892            | [ * 3 ]  |
| 1959年（昭和34年） |                  | 5,430            | [ * 4 ]  |
| 1960年（昭和35年） | 11,374           | 5,884            | [ * 5 ]  |
| 1961年（昭和36年） | 12,757           | 6,492            | [ * 6 ]  |
| 1962年（昭和37年） | 14,004           | 7,095            | [ * 7 ]  |
| 1963年（昭和38年） | 16,974           | 8,487            | [ * 8 ]  |
| 1964年（昭和39年） | 18,901           | 9,487            | [ * 9 ]  |
| 1965年（昭和40年） | 20,074           | 10,093           | [ * 10 ] |
| 1966年（昭和41年） | 20,609           | 10,228           | [ * 11 ] |
| 1967年（昭和42年） | 21,079           | 10,448           | [ * 12 ] |
| 1968年（昭和43年） | 21,473           | 10,649           | [ * 13 ] |
| 1969年（昭和44年） | 22,140           | 11,192           | [ * 14 ] |
| 1970年（昭和45年） | 21,503           | 11,204           | [ * 15 ] |
| 1971年（昭和46年） | 21,806           | 10,963           | [ * 16 ] |
| 1972年（昭和47年） | 21,743           | 11,016           | [ * 17 ] |
| 1973年（昭和48年） | 20,979           | 10,509           | [ * 18 ] |
| 1974年（昭和49年） | 20,986           | 10,607           | [ * 19 ] |
| 1975年（昭和50年） | 21,230           | 10,704           | [ * 20 ] |
| 1976年（昭和51年） | 21,196           | 10,792           | [ * 21 ] |
| 1977年（昭和52年） | 22,025           | 11,288           | [ * 22 ] |
| 1978年（昭和53年） | 23,500           | 11,889           | [ * 23 ] |
| 1979年（昭和54年） | 23,389           | 11,903           | [ * 24 ] |
| 1980年（昭和55年） | 23,039           | 11,947           | [ * 25 ] |
| 1981年（昭和56年） | 23,572           | 11,947           | [ * 26 ] |
| 1982年（昭和57年） | 23,607           | 11,986           | [ * 27 ] |
| 1983年（昭和58年） | 24,922           | 12,433           | [ * 28 ] |
| 1984年（昭和59年） | 25,692           | 12,744           | [ * 29 ] |
| 1985年（昭和60年） | 26,961           | 13,280           | [ * 30 ] |
| 1986年（昭和61年） | 27,416           | 13,516           | [ * 31 ] |
| 1987年（昭和62年） | 27,045           | 13,318           | [ * 32 ] |
| 1988年（昭和63年） | 27,371           | 13,541           | [ * 33 ] |
| 1989年（平成元年） | 27,369           | 13,552           | [ * 34 ] |
| 1990年（平成02年） | 27,797           | 13,740           | [ * 35 ] |
| 1991年（平成03年） | 28,124           | 13,949           | [ * 36 ] |
| 1992年（平成04年） | 28,039           | 13,822           | [ * 37 ] |
| 1993年（平成05年） | 27,543           | 13,531           | [ * 38 ] |
| 1994年（平成06年） | 27,445           | 13,496           | [ * 39 ] |
| 1995年（平成07年） | 27,130           | 13,380           | [ * 40 ] |
| 1996年（平成08年） | 27,038           | 13,344           | [ * 41 ] |
| 1997年（平成09年） | 24,942           | 13,072           | [ * 42 ] |
| 1998年（平成10年） | 24,559           | 12,850           | [ * 43 ] |
| 1999年（平成11年） | 24,184           | 12,629           | [ * 44 ] |
| 2000年（平成12年） | 23,950           | 12,469           | [ * 45 ] |
| 2001年（平成13年） | 23,813           | 12,324           | [ * 46 ] |
| 2002年（平成14年） | 23,126           | 11,937           | [ * 47 ] |
| 2003年（平成15年） | 22,992           | 11,850           | [ * 48 ] |
| 2004年（平成16年） | 23,511           | 11,926           | [ * 49 ] |
| 2005年（平成17年） | 24,713           | 12,552           | [ * 50 ] |
| 2006年（平成18年） | 25,621           | 13,007           | [ * 51 ] |
| 2007年（平成19年） | 26,901           | 13,672           | [ * 52 ] |
| 2008年（平成20年） | 30,783           | 15,584           | [ * 53 ] |
| 2009年（平成21年） | 31,061           | 15,706           | [ * 54 ] |
| 2010年（平成22年） | 31,062           | 15,694           | [ * 55 ] |
| 2011年（平成23年） | 30,684           | 15,480           | [ * 56 ] |
| 2012年（平成24年） | 31,474           | 15,899           | [ * 57 ] |
| 2013年（平成25年） | 31,948           | 16,129           | [ * 58 ] |
| 2014年（平成26年） | 31,444           | 15,852           | [ * 59 ] |
| 2015年（平成27年） | 32,199           | 16,223           | [ * 60 ] |
| 2016年（平成28年） | 32,408           | 16,324           | [ * 61 ] |
| 2017年（平成29年） | 32,921           | 16,578           | [ * 62 ] |
| 2018年（平成30年） | 33,805           | 17,011           | [ * 63 ] |
| 2019年（令和元年） | 34,064           | 17,142           | [ * 64 ] |
| 2020年（令和02年） | 19,535           | 9,830            | [ * 65 ] |
| 2021年（令和03年） | 27,371           |                  |          |
| 2022年（令和04年） | 30,091           |                  |          |
| 2023年（令和05年） | 31,170           |                  |          |
| 2024年（令和06年） | 32,280           |                  |          |

## 駅周辺
当駅は羽根木公園の最寄り駅で、梅のシーズンには観梅客で賑わう。また、国士舘大学世田谷キャンパスおよび国士舘中学校・高等学校の小田急線での最寄り駅でもあり、通学生の利用が多い。
北口はテレビドラマのロケーション撮影などに使われることがある。北口名物のケヤキは、駅前バスロータリーの整備により2005年2月28日、一部伐採された。
- 北沢警察署
- 北沢税務署
- 世田谷区役所梅丘まちづくり出張所
- 世田谷区北沢保健福祉センター
- 世田谷区立梅丘図書館
- うめとぴあ：かつて同敷地には東京都立梅ヶ丘病院および院内に都立青鳥特別支援学校の分教室が所在していたが、2010年（平成22年）3月限りで府中市の東京都立小児総合医療センターに統合の上移転した。その後梅が丘拠点整備事業として開設された。
  - 世田谷区立医療福祉総合プラザ
  - 東京リハビリテーションセンター世田谷
- 東京都立光明学園
- 梅ヶ丘駅前郵便局
- 世田谷梅丘郵便局
- 北沢川緑道
- Odakyu OX 梅ヶ丘店
- ワイズマート 梅ヶ丘店

### 路線バス
最寄バス停留所は、梅ヶ丘駅北口である。東急バスと小田急バス若林営業所の路線バス運行を委託している小田急ハイウェイバス世田谷営業所により運行される以下の路線が発着する。
- 1番乗り場（小田急）
  - 渋54：淡島経由 渋谷駅行
- 2番乗り場（小田急）
  - 梅01：希望ヶ丘団地経由 千歳船橋駅行
  - 経02・渋54：経堂駅行
- 3番乗り場（東急バス）
  - 等13·世田谷区民会館・等々力経由 等々力操車所 行

## 隣の駅
小田急電鉄
 小田原線
■快速急行・□通勤急行・■急行・□通勤準急・■準急
通過
■各駅停車
世田谷代田駅 (OH 08) - 梅ヶ丘駅 (OH 09) - 豪徳寺駅 (OH 10)